# 代官山ボノ
代官山 ボノ（だいかんやま ボノ、1983年3月30日 - ）は、日本の元お笑い芸人。本名、安達 康子（あだち やすこ）。
福島県出身。石井光三オフィス元所属。

## 来歴・人物
身長162cm、公称スリーサイズはB85・W77.5・H92.5。
2004年5月23日に神楽美希（1981年11月23日 - ）とコンビ「おふくろの味」を結成。このコンビ名は、おふくろの味が“忘れられない味”であるように、自分たちも“忘れられないコンビ”であるようにという思いから付けられたという。2007年11月4日の『お笑いライブTEPPEN.21 テッペンハニー』では、すきゃんぴのちゃこ（当時）とのユニット「アンダーマッシュルーム」として出演したことがあった。なお、このユニットは二人ともMr.Children好きのつながりで結成されたという。このユニット名のように、この当時からマッシュルームカットのような髪型が特徴。
2008年12月2日におふくろの味は解散、以後は安達がピン芸人となって『代官山ボノ』と改名。
2010年5月に元「セーフティ番頭」の三島裕一と「ミラクルパワーズ」を結成するが、2012年1月にボノ自身が芸人を辞めたことに伴い、コンビも1月18日に解散。
趣味は音楽ライブ鑑賞、ウクレレ、マラソン。  

## 芸風
一人コントを演じることが多く、制服を着て女子生徒に扮したネタなどがある。
『おふくろの味』時代は漫才が多く、元相方の神楽とは対照的に憮然とした感じで現れ、「飲ませてよ～! もっと強いの飲ませてよ～!」とぼやくなどの定番のセリフがあった。

## 出演
※ - 『おふくろの味』時代の出演

### テレビ
- ※マラソン シーズン2（テレビ神奈川、2007年）

なかのよいこと3人での『石井光三オフィスチーム』で出場
- ※変身!ウチらもE女（BS-TBS）
- 神々の勲章（フジテレビ）- 2011年11月18日

### インターネットテレビ
- ※カンニングの恋愛中毒（GyaO・ShowTime）
- ※あっ!と芸人コレクション（あっ!とおどろく放送局）

### ライブ
- 石井光三オフィスアッパーズ
- あひるライブ
- ノータイトルライブ
- フリーダムライブ
- カリスマ芸人待合室
- スター誕生ライブ
- ガールズガーデン（Studio twl）
他